# ويليام تايلور (سياسي كندي)
ويليام تايلور هو سياسي كندي، ولد في 1789، وتوفي في 1834. انتخب عضو الجمعية التشريعية لنيو برونزويك ‏ (1822 – 1834).